# Europe (sastav)
Europe je švedski rock sastav, najpoznatiji po međunarodnom hitu "The Final Countdown" iz 1986. godine, s istoimenog albuma. Sastav je osnovan 1979. godine pod nazivom Force, ali 1982. godine, nakon kadrovskih promjena i uspjeha na švedskom natjecanju "Rock talent show" (nagrada za najboljeg pjevača - Joey Tempest i najboljeg gitarista - John Norum), mijenjaju ime u Europe.

## Povijest
Godine 1983. izlazi njihov prvi album pod nazivom Europe, a 1984. Wings of Tomorrow. Treći album, The Final Countdown iz 1986. godine širi popularnost grupe izvan granica Skandinavije te oni postaju svjetski poznati. Osim naslovnog, album je dao još nekoliko hitova: "Cherokee", "Rock the Night" i baladu "Carrie". Nakon tog albuma grupu napušta gitarist John Norum koji je smatrao da je stil grupe postao pretjerano komercijalan. Zamijenit će ga gitarist Kee Marcello.
Godine 1988. izlazi album Out of This World koji samo potvrđuje njihov status superzvijezda. Idući albumi ne slijede uspjeh prethodnika i sastav prestaje s djelovanjem 1992. godine.
Nakon što su bili zamoljeni da izvedu svoj najveći hit na obilježavanju prelaska u novi milenij, sastav se ponovo okupio i odradio nekoliko nastupa. Godine 2003. službeno objavljuju svoj povratak na scenu i okupljanje grupe u prvobitnoj postavi.

## Članovi
Sadašnji članovi
- Joey Tempest – vokali (1979. – 1992., 1999., 2003.–danas)
- John Norum – gitara, prateći vokali (1979. – 1986., 1999., 2003.–danas)
- John Levén – bas-gitara, prateći vokali (1981., 1981. – 1992., 1999., 2003.–danas)
- Mic Michaeli – klavijature, klavir, keytar, prateći vokali (1984. – 1992., 1999., 2003.–danas)
- Ian Haugland – bubnjevi, udaraljke, prateći vokali (1984. – 1992., 1999., 2003.–danas)

Bivši članovi
- Peter Olsson – bas-gitara, prateći vokali (1979. – 1981.)
- Tony Reno – bubnjevi, udaraljke (1979. – 1984.)
- Marcel Jacob – bas-gitara, prateći vokali (1981.)
- Kee Marcello – gitara, prateći vokali (1986. – 1992., 1999.)

Vremenska crta

## Diskografija

### Studijski albumi
- Europe (1983.)
- Wings of Tomorrow (1984.)
- The Final Countdown (1986.) RIAA: 3x Platinasti[2] - #10 Australija
- Out of This World (1988.) RIAA: Platinasti[2] - #34 Australija
- Prisoners in Paradise (1991.)
- Start from the Dark (2004.)
- Secret Society (2006.)
- Last Look at Eden (2009.)
- Bag of Bones (2012.)
- War of Kings (2015.)
- Walk the Earth (2017.)

### Kompilacije
- 1982-1992 (1993.)
- Definitive Collection (1997.)
- 1982-2000 (1999.) - reizdanje albuma 1982-1992
- Rock the Night: The Very Best of Europe (2004.)
- Almost Unplugged - album uživo (2008.)
- Live! At Shepherd’s Bush, London - album uživo (2011.)
- Live Look at Eden - album uživo (2011.)
- Live at Sweden Rock – 30th Anniversary Show - album uživo (2013.)
- War Of Kings Special Edition - Live at Wacken Open Air Festival - album uživo (2015.)
- The Final Countdown 30th Anniversary Show - Live at Roundhouse - album uživo (2017.)

### Singlovi
- "Seven Doors Hotel" (1983.)
- "Lyin' Eyes" - povučen ubrzo nakon izdavanja (1983.)
- "Dreamer" (1984.)
- "Stormwind" (1984.)
- "Open Your Heart" (1984.)
- "Rock the Night" (1985.)
- "On the Loose" - soundtrack (1985.)
- "The Final Countdown" (1986.)
- "Love Chaser" (1986.)
- "Rock the Night" - nova verzija (1986.)
- "Carrie" (1986.)
- "Cherokee" (1986.)
- "Superstitious" (1988.)
- "Open Your Heart" - nova verzija (1988.)
- "Let the Good Times Rock" (1989.)
- "More Than Meets the Eye" (1989.)
- "Tomorrow" (1989.)
- "Prisoners in Paradise" (1991.)
- "I'll Cry for You" (1992.)
- "Halfway to Heaven" (1992.)
- "Sweet Love Child" (1993.)
- "The Final Countdown 2000" - remiks (1999.)
- "Got to Have Faith" (2004.)
- "Hero" (2004.)
- "Always the Pretenders" (2006.)

### Video spotovi
- "In the Future to Come" (1983.)
- "Dreamer" (1985.)
- "The Final Countdown" (1986.)
- "Rock the Night" (1986.)
- "Carrie" (1986.)
- "Cherokee" (1987.)
- "Superstitious" (1988.)
- "Open Your Heart" (1988.)
- "Let the Good Times Rock" (1988.)
- "Prisoners in Paradise" (1991.)
- "I'll Cry for You" (1991.)
- "Halfway to Heaven" (1992.)
- "The Final Countdown 2000" (1999.)
- "Got to Have Faith" (2004.)
- "Hero" (2004.)
- "Always the Pretenders" (2006.)

### DVD
- Rock the Night: Collectors Edition (2004.)

Kolekcija svih njihovih video spotova od 1986. do 1992. te stari intervjui i prijenos uživo sa Švedske televizije. Objavljeno kao Rock the World u SAD-u.
- The Final Countdown Tour 1986 (2004.)

Koncert snimljen u Solnahallenu u Stockholmu 1986. Objavljen samo u Japanu.
- Live from the Dark (2005.)

Koncert snimljen na Hammersmith Appolu u Londonu 2004. Kao dodatni materijal uključeni su intervjui, video spotovi i informacije o sastavu. Izdano kao dvostruki DVD.
- The Final Countdown Tour 1986: Live in Sweden - 20th Anniversary Edition (2006.)

Verzija koncerta u Solnahallenu, koja je izdana povodom 20. obljetnice The Final Countdown.

## Vanjske poveznice
- Službena stranica (engl.)
- Jedan od brojnih fan siteova grupe Europe (tal.)